# Cerebratulus darvelli
Cerebratulus darvelli är en djurart som tillhör fylumet slemmaskar, och som beskrevs av Gibson 1990. Cerebratulus darvelli ingår i släktet fläsknemertiner, och familjen Cerebratulidae. Inga underarter finns listade i Catalogue of Life.